# Duits voetbalkampioenschap 1924/25
1924/25 was het achttiende Duitse voetbalkampioenschap ingericht door de DFB. Voor het eerst sinds 1905/06 was er een competitiehervorming. Elke regionale voetbalbond mocht twee teams sturen en de Zuid-Duitse en West-Duitse bond, die de sterkste van het land vormden mochten zelfs drie teams sturen. Het ging hier niet per se om de tweede of derde in de stand. Er werden speciale kwalificatierondes georganiseerd, soms ging ook de bekerwinnaar naar de eindronde. Ook een nieuwigheid was dat de titelverdediger niet meer automatisch geplaatst was.
Door de nieuwe regeling stonden in het eerste jaar al twee teams uit dezelfde bond tegenover elkaar en Nürnberg werd voor de vierde keer landskampioen en liet hierdoor VfB Leipzig achter zich.
In West-Duitsland werd een tweejaarlijks kampioenschap georganiseerd en er werd een kwalificatie gespeeld met de clubs die op dat moment aan de leiding van de rangschikking stonden. Duisburger SV wordt dus vaak verkeerdelijk als kampioen van 1925 aangewezen.

## Deelnemers aan de eindronde
| Club                       | Gekwalificeerd als                                       |
| -------------------------- | -------------------------------------------------------- |
| VfB Königsberg             | Kampioen Noordoost-Duitsland                             |
| FC Titania Stettin         | Vicekampioen Noordoost-Duitsland                         |
| FC Viktoria Forst          | Kampioen Zuidoost-Duitsland                              |
| Breslauer SC 08            | Vicekampioen Zuidoost-Duitsland                          |
| Hertha BSC                 | Kampioen Berlijn-Brandenburg                             |
| Berliner TuFC Alemannia 90 | Vicekampioen Berlin-Brandenburg                          |
| VfB Leipzig                | Kampioen Midden-Duitsland                                |
| 1. SV Jena                 | Winnaar Midden-Duitse kwalificatie                       |
| Hamburger SV               | Kampioen Noord-Duitsland                                 |
| Altonaer FC 93             | Vicekampioen Noord-Duitsland                             |
| Duisburger SpV             | Winnaar West-Duitse kwalificatie                         |
| Essener TB Schwarz-Weiß    | Tweede van de West-Duitse kwalificatie                   |
| TuRU Düsseldorf            | Winnaar West-Duitse kwalificatie voor de derde deelnemer |
| VfR Mannheim               | Kampioen Zuid-Duitsland                                  |
| 1. FC Nürnberg             | Vicekampioen Zuid-Duitsland                              |
| FSV Frankfurt              | Derde plaats in Zuid-Duitsland                           |

## Eindronde

### 1/8ste finale
| Datum      | Teams                      | Teams | Teams                   | Uitslag             | Stadion                               |
| 3 mei 1925 | TuRU Düsseldorf            | –     | VfR Mannheim            | 4:1 (3:0)           | Keulen, Weidenpescher Park            |
| 3 mei 1925 | FC Titania Stettin         | –     | Altonaer FC 93          | 2:4 (1:3)           | Stettin, Preußen-Platz                |
| 3 mei 1925 | 1. FC Nürnberg             | –     | 1. SV Jena              | 2:0 (2:0)           | Neurenberg, Platz am Zabo             |
| 3 mei 1925 | Berliner TuFC Alemannia 90 | –     | Duisburger SpV          | 1:2 (1:1)           | Berlijn, Platz am Gesundbrunnen       |
| 3 mei 1925 | VfB Leipzig                | –     | Breslauer SC 08         | 1:2 (0:1)           | Dresden, Platz des DSC                |
| 3 mei 1925 | FC Viktoria Forst          | –     | Essener TB Schwarz-Weiß | 1:2 (1:1)           | Forst (Lausitz), Forster Stadion      |
| 3 mei 1925 | VfB Königsberg             | –     | Hertha BSC              | 2:3 n.v. (1:1, 2:2) | Königsberg, Platz des Prussia-Samland |
| 3 mei 1925 | Hamburger SV               | –     | FSV Frankfurt           | 1:2 n.v. (0:1, 1:1) | Hannover, Radrennbahn                 |

### Kwartfinale
| Datum       | Teams                   | Teams | Teams           | Uitslag   | Stadion                         |
| 17 mei 1925 | Altonaer FC 93          | –     | Duisburger SpV  | 0:2 (0:1) | Hamburg, Sportplatz Hoheluft    |
| 17 mei 1925 | Hertha BSC              | –     | TuRU Düsseldorf | 4:1 (2:0) | Berlijn, Platz des BFC Preussen |
| 17 mei 1925 | Essener TB Schwarz-Weiß | –     | FSV Frankfurt   | 1:3 (1:2) | Bochum, TuS-48-Stadion          |
| 17 mei 1925 | Breslauer SC 08         | –     | 1. FC Nürnberg  | 1:4 (0:1) | Breslau, Sportpark Grüneiche    |

### Halve finale
| Datum       | Teams          | Teams | Teams          | Uitslag             | Stadion                      |
| 24 mei 1925 | Duisburger SpV | –     | 1. FC Nürnberg | 0:3 (0:2)           | Duisburg, Wedaustadion       |
| 24 mei 1925 | FSV Frankfurt  | –     | Hertha BSC     | 1:0 n.v. (0:0, 0:0) | Fürth, Platz am Ronhofer Weg |

### Finale
| Datum       | Teams         | Teams | Teams          | Uitslag             | Stadion                        |
| 7 juni 1925 | FSV Frankfurt | –     | 1. FC Nürnberg | 0:1 n.v. (0:0, 0:0) | Frankfurt am Main, Waldstadion |

1. FC Nürnberg volgde zichzelf op als landskampioen. Na 90 minuten hadden de 40.000 toeschouwers nog geen doelpunt gezien, in de verlengingen scoorde Ludwig Wieder waardoor Nürnberg al zijn vierde landstitel binnen haalde en zo recordhouder werd.

## Topschutters
|    | Speler           | Club            | Goals                   |
| -- | ---------------- | --------------- | ----------------------- |
| 1. | Josef Lüke       | TuRU Düsseldorf | 3 (in twee wedstrijden) |
| 1. | Arthur Warnecke  | Altonaer FC 93  | 3 (in twee wedstrijden) |
| 3. | Willi Kirsei     | Hertha BSC      | 3 (in drie wedstrijden) |
| 4. | Georg Hochgesang | 1. FC Nürnberg  | 3 (in drie wedstrijden) |
| 4. | Heinrich Träg    | 1. FC Nürnberg  | 3 (in vier wedstrijden) |